# クレイグ逆方位図法

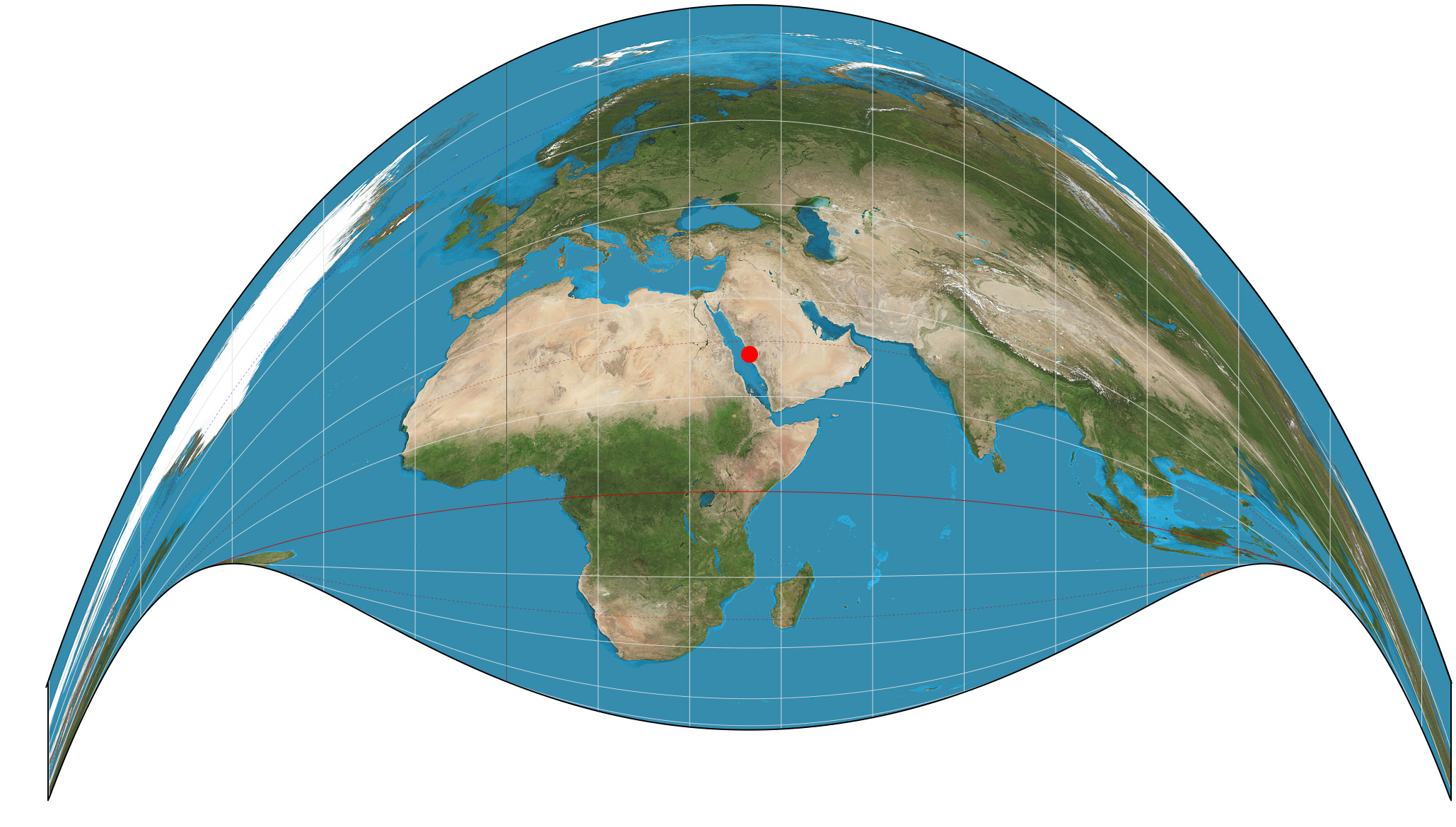
メッカを中心とするクレイグ逆方位図法

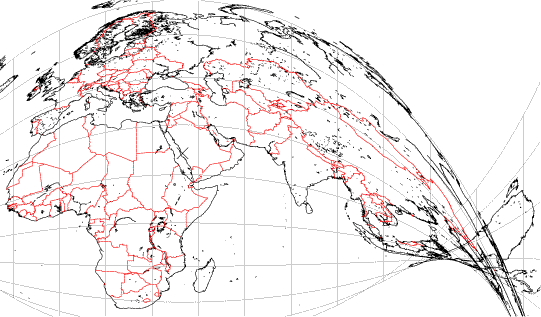
単射性が崩れる所まで描いたクレイグ逆方位図法

クレイグ逆方位図法は、地図投影法の一種。「メッカ図法」と呼ばれる事もある。メッカを図法の中心とすれば、地図上のどの点からでもキブラ（メッカへ礼拝する方角）がすぐに分かるからである。ジェイムス・アイルランド・クレイグが1909年エジプト赴任中に考案した。
中心点を緯度 {\displaystyle \phi _{0}}、経度 {\displaystyle \lambda _{0}}をするとき、緯度 {\displaystyle \phi }、経度 {\displaystyle \lambda } の地点は地図上で
{\displaystyle x=\lambda -\lambda _{0}}
{\displaystyle y={\frac {\lambda -\lambda _{0}}{\sin(\lambda -\lambda _{0})}}(\sin \phi \cos(\lambda -\lambda _{0})-\tan \phi _{0}\cos \phi )}
になる。ただし {\displaystyle \lambda -\lambda _{0}=0} のときは
{\displaystyle x=0,y=\sin \phi -\tan \phi _{0}\cos \phi }
とする（角度の単位がラジアンの場合）。
経線が等間隔の平行線であり、発想としては円筒図法を目的のために変形したものである。しかし翌年にハンメル逆方位図法が考案されるなど逆方位図法が研究され、この図法の目的も方位に関心があるため、擬方位図法とされることが多い。